# 당생물학
당생물학(糖生物學, 영어: glycobiology)은 생물학의 새로운 과학 분야로, 생화학과 분자생물학을 바탕으로 글리칸(당사슬)의 구조, 생합성, 생물학적 기능에 대해 연구하는 학문이다. 생물체에서 당은 필수적인 구성 요소이며, 이들이 수행하는 다양한 기능과 역할을 연구한다.

## 역사
옥스포드 영어사전에서는 당생물학을 탄수화물의 화학과 생화학의 결합접 학문이라고 서술하고 있다(1988년, Raymond Dwek). 이러한 결합은 글리칸의 세포생물학과 분자생물학에 대한 훨씬 더 큰 이해의 결과물이다.

## 당포합체
당은 다른 유형의 생물학적 분자와 연결되어 당포합체를 형성 할 수 있다. 글리코실화의 효소 과정은 글리코사이드 결합에 의해 자신과 다른 분자에 연결된 당 또는 당류를 생성하여 글리칸을 생성한다. 당단백질, 프로테오글리칸, 당지질은 포유류의 세포에서 발견되는 가장 풍부한 당포합체이다. 이들은 주로 외부 세포막과 분비된 액체에서 발견된다. 당포합체는 그 자체에 더하여 다양한 글리칸 결합 수용체의 세포 표면에 존재하기 때문에 세포-세포 상호작용에서 중요한 것으로 나타났다. 단백질 접힘 및 세포 부착 기능 외에도 단백질의 N-결합 글리칸은 단백질의 기능을 조절할 수 있으며 경우에 따라 스위치 역할을 한다. 

## 당쇄체학
당쇄체학은 유전체학, 단백체학과 마찬가지로 특정 세포 유형 또는 유기체의 모든 글리칸 구조의 체계적인 연구 및 당생물학의 하위 집합이다.

## 당 구조 연구의 과제
당 구조에서 볼 수 있는 가변성은 단당류 단위가 항상 표준 방식으로 함께 결합되는 단백질의 아미노산 또는 DNA의 뉴클레오타이드와는 반대로 여러 가지 방식으로 서로 결합되는 것에서 관찰된다. 당사슬 구조에 대한 연구는 아미노산 서열이 상응하는 유전자에 의해 결정되는 단백질의 경우와는 달리 생합성을 위한 직접적인 주형이 없기 때문에 복잡하다.
글리칸은 2차 유전자 산물이므로 많은 효소의 작용에 의해 생성된다. 글리칸의 구조는 다양한 생합성 효소의 발현, 활성 및 접근성에 따라 달라질 수 있기 때문에 단백질과 마찬가지로 구조 및 기능 연구를 위해 다량의 글리칸이 필요하지만 이를 생산하기 위한 재조합 DNA 기술을 사용할 수 없다.

## 글리칸의 구조 예측 및 글리칸 결합 리간드 연구를 위한 최신 도구 및 기술
고급 분석 기기와 소프트웨어 프로그램을 함께 사용하면 글리칸 구조의 신비를 풀 수 있다. 글리칸의 구조 및 분석을 위한 기술에는 액체 크로마토그래피(LC), 모세관 전기영동(CE), 질량 분석(MS), 핵자기 공명(NMR) 및 렉틴 어레이(Lectin Array)가 있다.
가장 널리 사용되는 기술 중 하나는 질량 분석이다.
글리칸 어레이는 탄수화물 특이성을 정의하고 리간드를 식별하기 위해 렉틴 또는 항체로 스크리닝 할 수 있는 탄수화물 화합물을 포함한다.

### 다중 반응 모니터링(MRM)
다중 반응 모니터링(Multiple Reaction Monitoring, MRM)은 위치 특이적 글리코실화 프로파일링에 사용된다. MRM은 대사체학 및 단백체학에서 광범위하게 사용되었지만 넓은 범위에 대한 높은 감도와 선형 반응으로 인해 당사슬 바이오 마커 연구 및 발견에 적합하다. MRM은 삼중/사중 극자(QqQ) 기기에서 수행되는데, 이 장비는 첫 번째 사중 극자에서 미리 결정된 전구체 이온, 충돌 사중 극자에서 조각화, 세 번째 사중 극자에서 미리 결정된 조각 이온을 감지하도록 설정된다. 이는 비스캐닝 기법으로, 각 전이가 개별적으로 감지되고 여러 전이의 감지가 듀티 사이클에서 동시에 발한다. 이 기술은 면역 글리칸을 특성화하는데 사용된다. 

## 의학
헤파린, 에리트로포이에틴 및 몇 가지 항독감 약물과 같이 이미 시장에 나와있는 약물은 효과가 입증되었으며 새로운 종류의 약물로서 글리칸의 중요성을 강조한다. 또한 새로운 항암제에 대한 연구는 당생물학에서 새로운 가능성을 열어주고 있다. 새롭고 다양한 작용 기전을 가진 항암제와 항염증제, 항감염제 등이 현재 임상 시험 중이다. 이러한 글리칸은 복잡한 구조로 인해 재현 가능한 방식으로 합성하기 어려운 분자이지만, 이 새로운 연구 분야는 미래를 위해 꼭 필요하다.

## 같이 보기
- 글리칸
- 당 신호 변환
- 당사슬-단백질 상호작용